# Gran Premi de l'Azerbaidjan del 2019
El Gran Premi de l'Azerbaidjan de Fórmula 1, la quarta cursa de la temporada 2019, es disputà en els dies 26 a 28 d'abril de 2019, al Circuit urbà de Bakú, Azerbaidjan.

## Qualificació
La qualificació es va celebrar el dia 27 d'abril.
| Pos                  | No | Pilot              | Constructor           | Part 1   | Part 2    | Part 3    | Sortida |
| -------------------- | -- | ------------------ | --------------------- | -------- | --------- | --------- | ------- |
| 1                    | 77 | Valtteri Bottas    | Mercedes              | 1:42.026 | 1:41.500  | 1:40.495  | 1       |
| 2                    | 44 | Lewis Hamilton     | Mercedes              | 1:41.614 | 1:41.580  | 1:40.554  | 2       |
| 3                    | 5  | Sebastian Vettel   | Ferrari               | 1:42.042 | 1.41.889  | 1:40.797  | 3       |
| 4                    | 33 | Max Verstappen     | Red Bull-Honda        | 1:41.727 | 1:41.388  | 1:41.069  | 4       |
| 5                    | 11 | Sergio Pérez       | Racing Point-Mercedes | 1:42.249 | 1:41.870  | 1:41.593  | 5       |
| 6                    | 26 | Daniïl Kviat       | Toro Rosso-Honda      | 1:42.324 | 1:42.221  | 1:41.681  | 6       |
| 7                    | 4  | Lando Norris       | McLaren-Renault       | 1:42.371 | 1:42.084  | 1:41.886  | 7       |
| 8                    | 99 | Antonio Giovinazzi | Alfa Romeo-Ferrari    | 1:42.140 | 1:42.381  | 1:42.424  | 181     |
| 9                    | 7  | Kimi Räikkönen     | Alfa Romeo-Ferrari    | 1:42.059 | 1:42.082  | 1:43.068  | 9       |
| 10                   | 16 | Charles Leclerc    | Ferrari               | 1:41.426 | 1:41.995  | Sin temps | 10      |
| 11                   | 55 | Carlos Sainz Jr.   | McLaren-Renault       | 1:41.936 | 1:42.398  |           | 11      |
| 12                   | 3  | Daniel Ricciardo   | Renault               | 1:42.486 | 1:42.477  |           | 12      |
| 13                   | 23 | Alexander Albon    | Toro Rosso-Honda      | 1:42.154 | 1:42.494  |           | 13      |
| 14                   | 20 | Kevin Magnussen    | Haas-Ferrari          | 1:42.382 | 1:42.699  |           | 14      |
| 15                   | 18 | Lance Stroll       | Racing Point-Mercedes | 1:42.630 |           |           | 15      |
| 16                   | 8  | Romain Grosjean    | Haas-Ferrari          | 1:43.407 |           |           | 16      |
| 17                   | 27 | Nico Hülkenberg    | Renault               | 1:43.427 |           |           | 17      |
| 18                   | 63 | George Russell     | Williams-Mercedes     | 1:45.062 |           |           | 19      |
| 19                   | 88 | Robert Kubica      | Williams-Mercedes     | 1:45.455 |           |           | 20      |
| 107% temps: 1:48.128 |    |                    |                       |          |           |           |         |
| EX2                  | 17 | Pierre Gasly       | Red Bull-Honda        | 1:41.335 | Sin temps |           | PL      |
| Font:                |    |                    |                       |          |           |           |         |

Notes
^1 Antonio Giovinazzi va ser penalizat amb deu posicions en la graella de sortida per canviar components addicionals del motor.
^2 Pierre Gasly va ser punit i largarà del pit-lane per no concórrer amb el seu monoplaça al pesatge de la FIA, al fin dels segons entrenaments lliures.

## Resultats de la cursa
La cursa es va celebrar el dia 28 d'abril.
| Pos                                                              | No | Pilot              | Constructor           | Voltes | Temps / Retirada | Pos.Sortida | Punts |
| ---------------------------------------------------------------- | -- | ------------------ | --------------------- | ------ | ---------------- | ----------- | ----- |
| 1                                                                | 77 | Valtteri Bottas    | Mercedes              | 51     | 1:31:52.942      | 1           | 25    |
| 2                                                                | 44 | Lewis Hamilton     | Mercedes              | 51     | +6.552           | 2           | 18    |
| 3                                                                | 5  | Sebastian Vettel   | Ferrari               | 51     | +11.739          | 3           | 15    |
| 4                                                                | 33 | Max Verstappen     | Red Bull-Honda        | 51     | +17.493          | 4           | 12    |
| 5                                                                | 16 | Charles Leclerc    | Ferrari               | 51     | +31.276          | 8           | 111   |
| 6                                                                | 11 | Sergio Pérez       | Racing Point-Mercedes | 51     | +1:16.416        | 5           | 8     |
| 7                                                                | 55 | Carlos Sainz Jr.   | McLaren-Renault       | 51     | +1:23.826        | 9           | 6     |
| 8                                                                | 4  | Lando Norris       | McLaren-Renault       | 51     | +1:40.268        | 7           | 4     |
| 9                                                                | 18 | Lance Stroll       | Racing Point-Mercedes | 51     | +1:43.816        | 13          | 2     |
| 10                                                               | 7  | Kimi Räikkönen     | Alfa Romeo-Ferrari    | 50     | +1 Volta         | PL          | 1     |
| 11                                                               | 23 | Alexander Albon    | Toro Rosso-Honda      | 50     | +1 Volta         | 11          |       |
| 12                                                               | 99 | Antonio Giovinazzi | Alfa Romeo-Ferrari    | 50     | +1 Volta         | 17          |       |
| 13                                                               | 20 | Kevin Magnussen    | Haas-Ferrari          | 50     | +1 Volta         | 12          |       |
| 14                                                               | 27 | Nico Hülkenberg    | Renault               | 50     | +1 Volta         | 15          |       |
| 15                                                               | 63 | George Russell     | Williams-Mercedes     | 49     | +2 Voltes        | 16          |       |
| 16                                                               | 88 | Robert Kubica      | Williams-Mercedes     | 49     | +2 Voltes        | PL          |       |
| Ret                                                              | 10 | Pierre Gasly       | Red Bull-Honda        | 38     | Transmissió      | PL          |       |
| Ret                                                              | 8  | Romain Grosjean    | Haas-Ferrari          | 38     | Pedal de fre     | 10          |       |
| Ret                                                              | 26 | Daniil Kvyat       | Toro Rosso-Honda      | 33     | Col·lisió        | 6           |       |
| Ret                                                              | 3  | Daniel Ricciardo   | Renault               | 31     | Col·lisió        | 7           |       |
| Volta ràpida:Charles Leclerc (Ferrari) — 1:43.009 (en el lap 50) |    |                    |                       |        |                  |             |       |
| Font:                                                            |    |                    |                       |        |                  |             |       |

Notes

- ^1  – Inclòs 1 punt extra per la volta ràpida.

## Classificació després de la cursa
| Pos. | Pilot            | Punts | Canvis |
| ---- | ---------------- | ----- | ------ |
| 1    | Valtteri Bottas  | 87    | 1      |
| 2    | Lewis Hamilton   | 86    | 1      |
| 3    | Sebastian Vettel | 52    | 1      |
| 4    | Max Verstappen   | 51    | 1      |
| 5    | Charles Leclerc  | 47    | =      |

| Pos. | Constructor           | Punts | Canvis |
| ---- | --------------------- | ----- | ------ |
| 1    | Mercedes              | 173   | =      |
| 2    | Ferrari               | 99    | =      |
| 3    | Red Bull-Honda        | 64    | =      |
| 4    | McLaren-Renault       | 18    | 3      |
| 5    | Racing Point-Mercedes | 17    | 3      |